# روبرت بي. تشووت جونيور
روبرت بي. تشووت جونيور (بالإنجليزية: Robert B. Choate, Jr.)‏ هو مهندس ومهندس مدني أمريكي، ولد في 6 نوفمبر 1924، وتوفي في 3 مايو 2009.